# Lionel Loueke

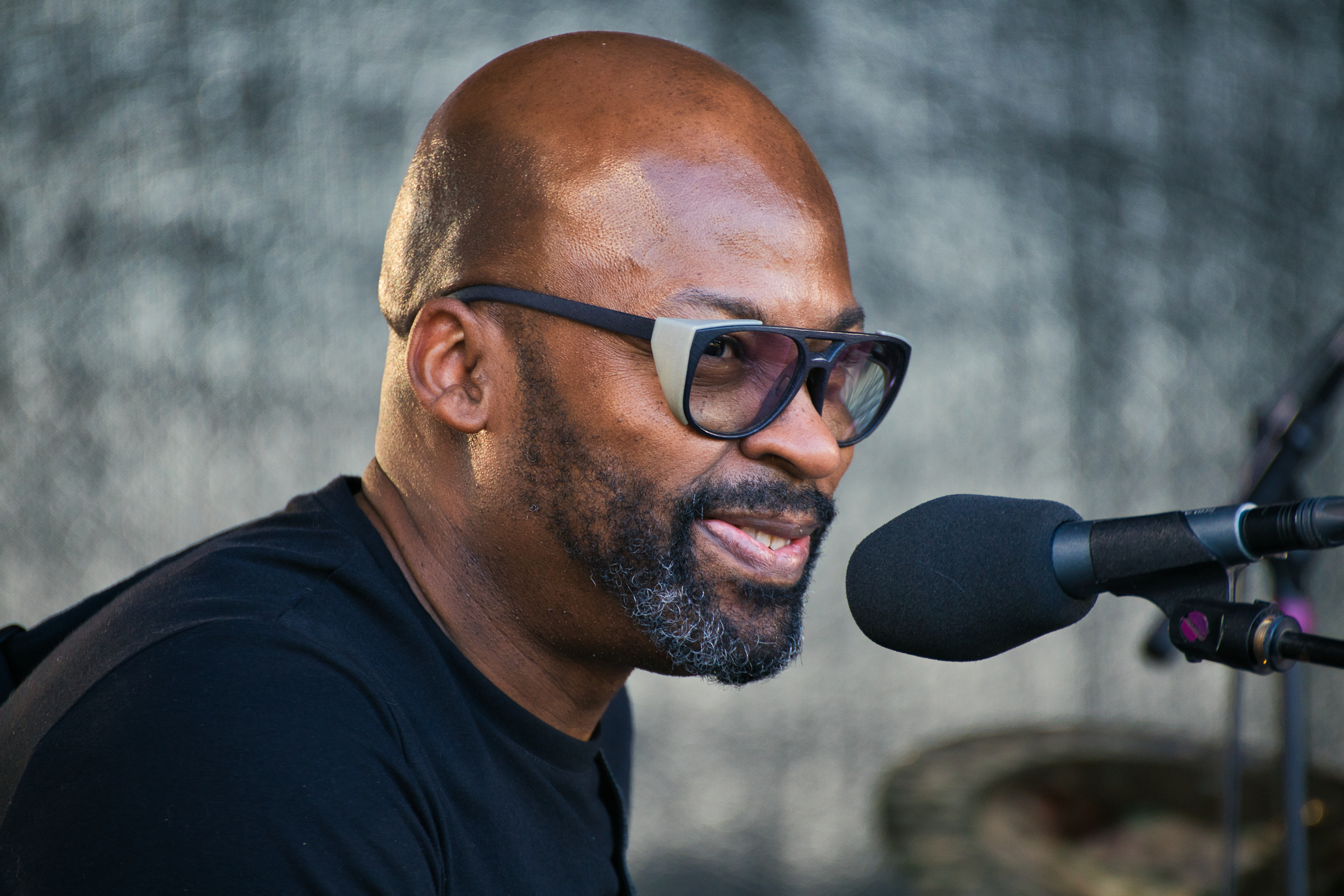
Lionel Loueke auf dem INNtöne Jazzfestival 2021

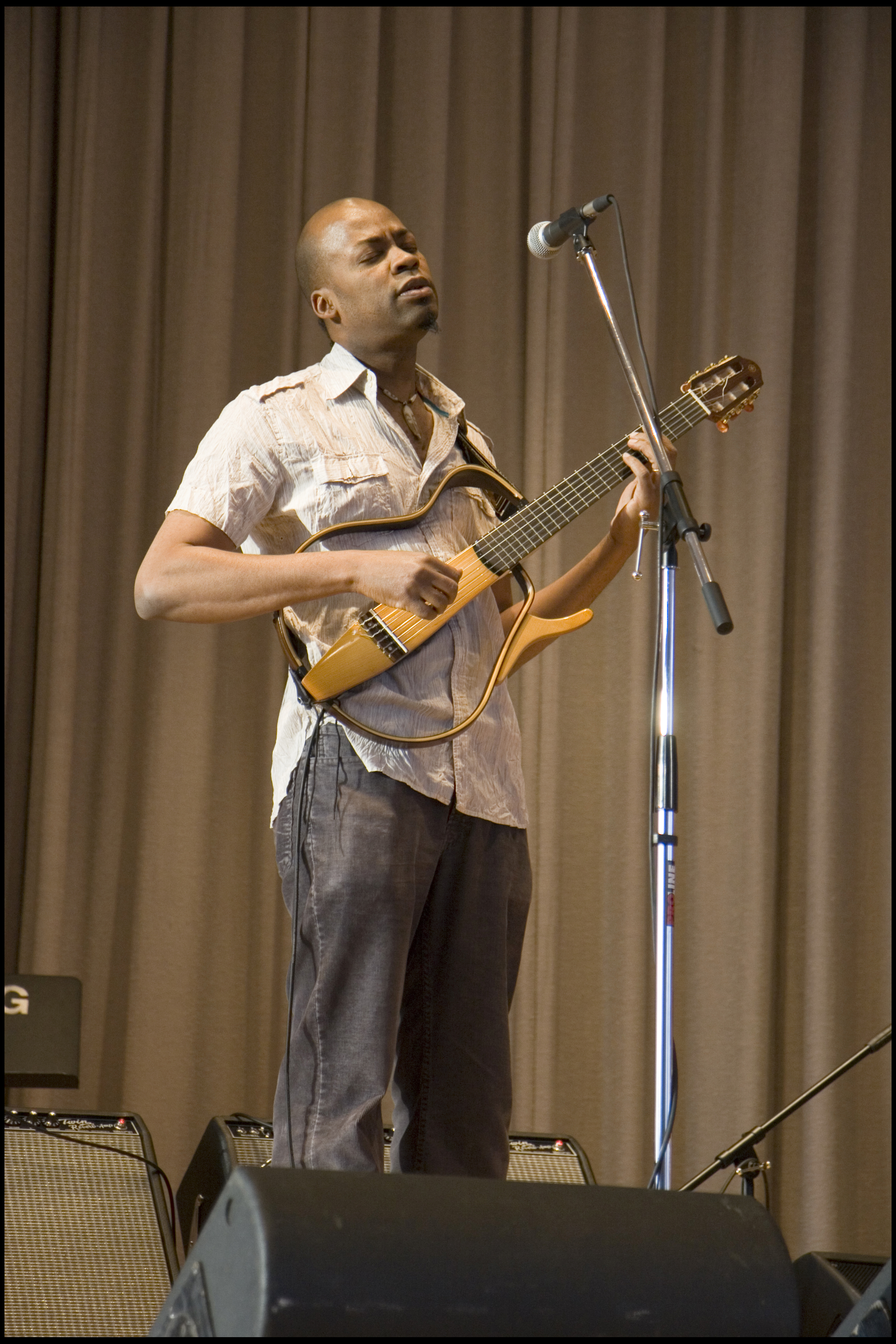
Lionel Loueke, 2008

Lionel Loueke (* 27. April 1973 in Benin) ist ein ursprünglich aus Westafrika stammender, in den USA lebender Jazzgitarrist und Sänger, der Fusion-Musik mit stilistischen Anleihen seiner westafrikanischen Heimat spielt.

## Leben und Wirken
Loueke kommt aus einer Mittelklassefamilie in Benin; sein Vater war Mathematik-Professor, seine Mutter Lehrerin. Loueke zog 1990 in die Elfenbeinküste, wo er sein Musik-Studium begann, das er 1994 bis 1998 in Paris an der American School of Modern Music fortsetzte. Damals schon verfolgte er das Ziel, sich auf Jazz zu spezialisieren, angeregt durch ein George-Benson-Album, das ihm ein Freund aus Paris mitbrachte. Vorher spielte er in traditionellen afrikanischen Perkussions-Gruppen und interessierte sich für afrikanische Popmusik wie sein älterer Bruder, der ebenfalls Gitarrist ist. In Paris kam er auch in Kontakt mit der Musik zeitgenössischer Jazzgitarristen wie Bill Frisell und Pat Metheny.
Ab 1999 studierte er Jazzgitarre am Berklee College of Music in Boston mit einem Abschluss 2000. In einem weltweiten Wettbewerb wurde er für ein Studium am Thelonious Monk Institute of Jazz an der University of Southern California zugelassen, das er 2001 bis 2003 besuchte. In der Jury saßen unter anderem Herbie Hancock und Terence Blanchard, auf dessen Blue Note Alben Bounce (2003) und Flow (2005) Loueke mitwirkte. 2006 spielte er auf Possibilities und 2007 auf River: The Joni Letters von Herbie Hancock mit.
2005 erschien ein erstes Album Gilfema unter eigenem Namen bei ObliqueSound, das er mit zwei Berklee-Studienkollegen im gleichnamigen Gilfema-Trio einspielte (Massimo Biolocati, Bass, Ferenc Nemeth, Schlagzeug). Es folgte 2008 ein weiteres Album des Trios (mit der Klarinettistin Anat Cohen) und zwei Live-Alben von Loueke (In a Trance 2005, Virgin Forest, ObliqueSound 2006).
2008 spielte er sein erstes Album bei Blue Note ein, Karibu mit seinen alten Trio-Partnern und Herbie Hancock und Wayne Shorter als Gästen. 2010 folgte das Album Mwaliko bei Blue Note, auf dem Angélique Kidjo und Esperanza Spalding mitspielen. In den frühen 2010er Jahren war Loueke ausgedehnt auf Tourneen mit Herbie Hancock. Sein Album Heritage, das Robert Glasper produzierte, erschien im Oktober 2012 auf Blue Note Records. Der Kritiker des britischen Jazz-Fachblatts Jazzwise strich die Kraft der Rhythmik und die Eigenständigkeit des Sounds heraus. Anlässlich des SWR New Jazz Meeting 2016 spielte er mehrere Konzerte mit dem Trio von Kyle Shepherd und Mthunzi Mvubu, die auf der Doppel-CD Sound Portraits from Contemporary Africa dokumentiert wurden. Sein Duo Hope mit Kevin Hays wurde vom NDR als Jazz-Album der Woche hervorgehoben.
Er nahm auch mit der Jazzsängerin Gretchen Parlato auf (die gleichzeitig mit ihm ins Thelonious Monk Institut aufgenommen worden war) und spielte in Land of the Sun von Charlie Haden und Distancia des mexikanischen Jazzsängers Magos Herrera mit. 2018 war er als Gastmusiker an Miho Hazamas Grammy-nominierter Produktion Dancer in Nowhere beteiligt.
2009 wurde er Fellow der in Los Angeles ansässigen gemeinnützigen Organisation für Künstlerförderung United States Artists. Er lebt privat mit seiner Frau und zwei Kindern in North Bergen, New Jersey, ist beruflich indes – sofern nicht auf Tour – in New York City zu finden.

## Preise und Auszeichnungen
2008, 2009 und 2010 erhielt er als Gitarrist den Rising Star Award im Kritiker-Poll des Down Beat.
2008 gewann sein Kponnon Kpété als bester Worldmusic-Song in den Independent Music Awards. 2010 gewann er mit Mwaliko den Edison Jazz Award in der Sparte Weltmusik. 2013 erhielt er den ECHO Jazz in der Kategorie Internationaler Gitarrist.